# エドナ郡区 (アイオワ州カス郡)
エドナ郡区は、アメリカ合衆国、アイオワ州、カス郡にある16の郡区の一つである。2000年の国勢調査で、人口は140人だった。

## 地理
エドナ郡区は、89.8平方キロメートル（34.67平方マイル)で、組み込まれた自治体(incorporated settlements)はない。
アメリカ地質調査所によると、この郡区はRenoとSaint Timothyの2つの霊園が含まれる。
Chief Mahaskaは、1834年に殺された後に、エドナ郡区のNodaway River沿いに埋葬された。